# Ross Bagley
Ross Elliot Bagley (Los Angeles, 5 dicembre 1988) è un attore statunitense.

## Carriera
Ross è stato molto popolare come attore-bambino nella seconda metà degli anni novanta; egli è infatti conosciuto per aver interpretato il ruolo di Nicholas "Nicky" Banks nella sitcom Willy, il principe di Bel Air. Ross è inoltre apparso nel film Independence Day del 1996 con Will Smith e nel 1994 nel film Piccole canaglie nel ruolo di Billie "Buckwheat" Thomas. Recentemente Ross è apparso in un episodio di Giudice Amy (2004). Nell'aprile 2007 Ross è stato sotto i riflettori dei media per le accuse rivolte al suo padre adottivo.

## Filmografia

### Attore

#### Cinema
- Piccole canaglie (The Little Rascals) (1994)
- La prossima vittima (Eye for an Eye), regia di John Schlesinger (1996)
- Independence Day, regia di Roland Emmerich (1996)

#### Televisione
- Willy, il principe di Bel-Air (The Fresh Prince of Bel-Air) - serie TV, 25 episodi (1994-1996)
- Intuizioni mortali (Profiler) - serie TV, episodio 1x06 (1996)
- La famiglia della giungla (The Wild Thornberrys) - serie TV, episodi 2x07 (1999)
- Providence - serie TV, episodio 1x06 (1999)
- Giudice Amy (Judging Amy) - serie TV, episodio 5x13 (2004)

### Doppiatore
- Babe - Maialino coraggioso (Babe), regia di Chris Noonan (1995)